# Azione del 6 novembre 1794
L’Azione del 6 novembre 1794 (nota anche coi nomi di Azione della HMS Alexander  o in francese come Combattimento del 16 Brumaio anno III) fu uno scontro navale avvenuto nell'ambito delle Guerre rivoluzionarie francesi. Due navi di linea inglesi, la HMS Alexander e la HMS Canada vennero intercettate nel ritorno in Gran Bretagna dal Mar Celtico da un grande squadrone francese. Le navi francesi erano salpate da Brėst alla ricerca di un convoglio inglese già dall'ottobre di quello stesso anno, ma incontrarono invece le due navi inglesi. Le navi inglesi si trovarono completamente spiazzate dal momento che non avevano ricevuto alcuna notizia in merito riguardo all'avvicinamento delle navi nemiche, in quanto le forze del blocco di Brest si erano portate a Plymouth.
Le navi inglesi si separarono nel tentativo di sfuggire ai nemici, ma il comandante francese, il contrammiraglio Joseph-Marie Nielly decise semplicemente di dividere le sue forze e, per quando la Canada più veloce riuscì a fuggire, la Alexander era più lenta e venne pertanto bloccata in un duello ravvicinato che costrinse il capitano Richard Rodney Bligh ad arrendere la sua nave di fronte a forze preponderanti nemiche. La battaglia fu una delle poche vittorie francesi nell'ambito di queste campagne militari in mare.

## Antefatto
Nel febbraio del 1793, dopo anni di crescenti tensioni, la Prima Repubblica Francese che si era formata dopo la Rivoluzione francese aveva dichiarato guerra al Regno di Gran Bretagna. Per la Royal Navy uno dei primi problemi da affrontare fu la flotta francese dell'Atlantico che aveva la propria sede nel porto fortificato di Brėst in Bretagna. Questo porto era idealmente posto in una posizione ideale per minacciare i convogli che passavano nel Mar Celtico e nella Baia di Biscaglia in rotta verso la Gran Bretagna da tutto il mondo, e quindi la flotta francese ricevette l'ordine imperativo di non permettere che alcuna nave passasse. Per i francesi, Brest era un porto vitale per ricevere i rifornimenti di grano provenienti dalle Americhe e pertanto la flotta francese regolarmente partiva in missione per scortare dei convogli dall'oceano sino al porto, nel contempo minacciando i convogli inglesi nel Canale della Manica.
Nel maggio del 1794, una grande flotta francese venne messa in mare per assicurare la sicurezza dei convogli provenienti dagli Stati Uniti, ma questa venne intercettata nel Glorioso Primo di Giugno dalla flotta britannica del Canale della Manica nell'Oceano Atlantico. I francesi subirono una pesante sconfitta, perdendo sette navi in tutto, ma riuscirono a ritirarsi in buon ordine ed a salvare il prezioso carico di grano. Alla fine di giugno 1794 la flotta inglese riprese la via del mare, ma venne coinvolta in una tempesta e molte navi ne uscirono pesantemente danneggiate. Il comandante francese Lord Howe si ritirò con la sua flotta all'ancoraggio di Torbay e pertanto nessun'altra flotta inglese venne posta in essere sino all'ottobre di quell'anno, mentre i francesi si dedicarono ad attaccare i convogli mercantili provenienti da Lisbona e diretti in Gran Bretagna. Questa forza, al comando del contrammiraglio Joseph-Marie Nielly, era composta dalla Marat (74 cannoni), la Tigre, la Droits de l'Homme, la Pelletier e la Jean-Bart con le fregate Charente, Fraternité, Gentille e la corvetta Papillon.
Oltre ai convogli da Lisbona, vi erano un gran numero di navi inglesi vulnerabili nella regione, tra cui un secondo convoglio proveniente dal Mar Mediterraneo al comando del contrammiraglio Philip Cosby diretto in Gran Bretagna con all'interno la HMS Victory con a bordo Lord Hood. Nielly era stato informato di questi movimenti e pertanto era al corrente di dove e quando sarebbero stati i suoi nemici prima di raggiungere il Canale della Manica. La forza francese si portò dunque nel Mar Celtico dove rimase per diversi giorni, sino al 6 novembre alle 02:30 quando due navi vennero individuate all'orizzonte. Questi vascelli erano la HMS Alexander (74 cannoni) al comando del capitano Richard Rodney Bligh e la Canada al comando del capitano Charles Powell Hamilton.

## La caccia
Avvistando le forze francesi, i capitani inglesi dapprima cercarono di capire l'identità delle navi avvicinandosi allo squadrone. Alle 04:00 le navi si trovavano a mezzo miglio nautico di distanza tra loro quando gli inglesi si resero conto che si trattava di navi francesi. Alle 05:00, gli inglesi scoprirono l'intero squadrone nemico che, grazie a venti favorevoli, si stava avvicinando. Bligh ordinò ad Hamilton di separarsi nella speranza di poterlo far scappare più facilmente senza il peso della più lenta Alexander, Hamilton si portò un poco più a nord. Nielly aveva deliberatamente deciso di fingere di appartenere ad un'altra nazionalità tramite una bandiera falsa nella speranza di poter eludere gli inglesi e riuscire a batterli ancora prima di dar loro la caccia, e la trappola a tutti gli effetti funzionò dal momento che tre navi di linea inseguirono la Alexander mentre due navi, tra cui l'ammiraglia di Nielly, e 
due fregate inseguirono la Canada. Per continuare l'inseguimento, Nielly ordinò alle sue navi di portarsi un poco più a est sfruttando i venti migliori.
Alle 8.00 i francesi erano ormai certi che la Alexander e la Canada avessero compreso chiaramente che le loro navi erano ostili e fu solo a quel punto che Nielly diede l'ordine di issare il tricolore francese. Vi fu quindi un breve scambio di cannonate. Alle 09:00 anche la Canada venne a portata e Nielly ordinò alla sua ammiraglia, la Marat, di sparare alla nave di Hamilton, ma il colpo superò la nave e finì in mare. Hamilton rispose a sua volta col fuoco e Bligh inviò dei segnali alla Alexander ed alla Canada di formare una linea guidata da quest'ultima nave, così che i vascelli inglesi potessero aiutarsi l'uno con l'altro.
Nielly riconobbe le intenzioni di Bligh quando la Canada iniziò a muoversi e cercò di frapporre la sua divisione così da bloccare le manovre di Hamilton, con due navi ora che sparavano sulla nave di Hamilton. Bligh rimase isolato dal momento che la Alexander si trovò dietro la Canada. Alle 11:00, la nave francese Jean-Bart fu in grado di portarsi a fianco della Alexander per tirare una bordata al vascello inglese, coinvolgendola in un duello che perdurò per 30 minuti con pesanti danni per entrambe le navi. Alle 11:30 la Jean-Bart si allontanò dallo scontro, assistita da una fregata francese, ed il suo posto venne preso dalla successiva nave di linea francese, la Tigre. La Tigre, pur impacciata nei movimenti, continuò ad attaccare pesantemente le navi inglesi, ricevendo ed apportando danni pesanti.
La Tigre si portò fuori dal combattimento alle 12:00 e venne rimpiazzata da una terza nave, la Marat, che si pose a sparare sulla già danneggiata Alexander per un'ora. Alle 13:00, con danni ormai incalcolabili, Bligh si arrese con la Alexander. Hamilton a bordo della Canada riuscì a fuggire dai francesi senza riportare né danni né perdite a bordo.

## Conseguenze
Consolidata la propria posizione, Nielly ordinò al suo squadrone di tornare a Brest senza attendere l'arrivo degli altri convogli inglesi che dovevano essere il loro obbiettivo: i francesi non sapevano che a circa 180 miglia dalla loro posizione stavano giungendo su quella rotta due convogli, uno da Lisbona e uno dal Mediterraneo. La Alexander era sul punto di affondare e riuscì a giungere a destinazione con difficoltà. I marinai catturati a bordo della nave inglese vennero equamente distribuiti tra le navi dello squadrone francese e pertanto Bligh non fu in grado di fare una lista completa delle perdite subite, limitandosi ad una stima sommaria di 40 tra morti e feriti a bordo della Alexander, mentre i francesi ne stimarono 28 morti e 30 feriti. Alcuni racconti popolari sull'episodio riportarono per i francesi l'enorme cifra di 450 tra morti e feriti, sebbene lo stesso storico francese Charles Rouvier annotasse nel 1868 che questo fatto era da ritenersi una assurdità: Rouvier riportò 10 feriti sulla sola Marat. Bligh venne portato a Brest in custodia del capitano Jean François Renaudin, il quale era al comando della Vengeur du Peuple nel corso del Glorioso Primo di Giugno. Bligh che, a sua insaputa ancora, era stato promosso contrammiraglio mentre si trovava in mare, ebbe parole di riconoscenza per il comportamento di Renaudin durante la prigionia di Bligh, scrivendo all'Ammiragliato inglese di essere stato trattato "con grande gentilezza ed umanità". Ad ogni modo lo storico Edward Pelham Brenton riportò nel 1825 che a Brest:
("the officers who were present", cit. in Edward Pelham Brenton, The Naval History of Great Britain, Volume 1, 1825)
Bligh venne scambiato tra prigionieri poco dopo e poté tornare in Gran Bretagna. Il 27 maggio 1795 venne convocato dalla corte marziale, un rito d'ufficio quando una nave della Royal Navy veniva perduta in combattimento, ma venne onorabilmente dimesso senza colpe per la perdita della Alexander. In Francia, la Convenzione Nazionale promosse Nielly per la sua vittoria e la cattura di una nave inglese che venne per l'appunto riparata ed inclusa nella marina francese come parte della flotta atlantica. La nave prenderà parte alla Ritirata di Cornwallis ed alla Battaglia di Groix quando, nel corso di quest'ultima azione, la nave venne ricatturata dalla flotta inglese che riannetté la nave alla Royal Navy. Il valore storico della cattura della Alexander fu ad ogni modo un fatto straordinario nelle guerre rivoluzionarie francesi al punto che lo storico inglese Robert Gardiner scrisse a tal proposito nel 1996: "la cattura della nave inglese fu un evento raro in quelle guerre - dove vennero perdute solo cinque navi [...]."